# Брагстад, Бьёрн Отто
Бьёрн О́тто Бра́гстад (норв. Bjørn Otto Bragstad; род. 5 января 1971, Тронхейм) — норвежский футболист, выступавший на позиции центрального защитника. В составе сборной Норвегии принимал участие в чемпионате Европы 2000.

## Карьера

### Клубная
Брагстад начал футбольную карьеру в норвежском «Русенборге» в 1989 году. За 12 сезонов в этом клубе футболист провёл 195 матчей и забил 26 голов. Начиная с 1992 года и до 2000, Брагстад вместе с командой каждый год становился чемпионом Норвегии, также футболисты «Русенборга» трижды выигрывали Кубок Норвегии.
В 2000 году Брагстад перешёл в английский клуб «Дерби Каунти» за 1,5 млн фунтов стерлингов. Клуб на тот момент выступал в английской Премьер-лиге. Норвежский игрок 12 раз выходил на поле в рамках чемпионата, провёл 3 встречи в Кубке Футбольной лиги и 1 матч в Кубке Англии. 26 сентября 2000 года «Дерби Каунти» играл с «Вест Бромвич Альбион» во втором раунде Кубка Футбольной лиги. Первый матч «бараны» проиграли со счётом 1:2, и для выхода в следующий раунд нужна была только победа. Во втором матче Брагстад забил два гола в ворота соперника, и они оказались решающими: «Дерби Каунти» выиграл этот матч со счётом 4:2 и по сумме двух встреч (5:4) прошёл в третий раунд.
В 2001 году Брагстад был арендован клубом «Бирмингем Сити» из Футбольной лиги Англии (второго по силе дивизиона страны). Игрок появлялся на поле только три раза, а после окончания аренды вернулся в «Дерби Каунти».
В 2003 году Бьёрн Отто Брагстад перешёл в австрийский клуб «Брегенц», где в 2004 году завершил карьеру.

### В сборной
Брагстад дебютировал в сборной Норвегии 20 января 1999 года в товарищеской встрече с Израилем. В 2000 году игрок вместе со сборной поехал на чемпионат Европы 2000, где провёл все три матча. Последней игрой Брагстада за Норвегию была встреча с Финляндией 16 августа 2000 года. Всего норвежский футболист провёл 15 матчей в сборной своей страны.

## Достижения

### Командные
«Русенборг»
- Чемпион Норвегии (10 раз)[3]: 1990, 1992, 1993, 1994, 1995, 1996, 1997, 1998, 1999, 2000, 2001
- Обладатель Кубка Норвегии: 1992, 1995, 1999

## Статистика выступлений
| Сезон   | Клуб           | Лига                      | Матчи | Голы |
| ------- | -------------- | ------------------------- | ----- | ---- |
| 1989    | Русенборг      | Первый дивизион.          | 1     | 0    |
| 1990    | Русенборг      | Первый дивизион.          | 9     | 0    |
| 1991    | Русенборг      | Типпелига                 | 6     | 1    |
| 1992    | Русенборг      | Типпелига                 | 16    | 4    |
| 1993    | Русенборг      | Типпелига                 | 20    | 4    |
| 1994    | Русенборг      | Типпелига                 | 21    | 3    |
| 1995    | Русенборг      | Типпелига                 | 25    | 6    |
| 1996    | Русенборг      | Типпелига                 | 8     | 2    |
| 1997    | Русенборг      | Типпелига                 | 23    | 0    |
| 1998    | Русенборг      | Типпелига                 | 25    | 4    |
| 1999    | Русенборг      | Типпелига                 | 25    | 1    |
| 2000    | Русенборг      | Типпелига                 | 16    | 1    |
| 2000/01 | Дерби Каунти   | Английская Премьер-лига   | 12    | 0    |
| 2001/02 | Бирмингем Сити | Футбольная лига Англии    | 3     | 0    |
| 2002/03 | Брегенц        | Региональная Лига Австрии | 9     | 0    |
| 2003/04 | Брегенц        | Региональная Лига Австрии | 32    | 2    |

## Матчи Брагстада за сборную Норвегии
| №  | Дата            | Соперник  | Счёт | Голы Брагстада | Турнир                   |
| 1  | 20 января 1999  | Израиль   | 1:0  | -              | Товарищеский матч        |
| 2  | 22 января 1999  | Эстония   | 3:3  | -              | Товарищеский матч        |
| 3  | 10 февраля 1999 | Италия    | 0:0  | -              | Товарищеский матч        |
| 4  | 20 мая 1999     | Ямайка    | 6:0  | -              | Товарищеский матч        |
| 5  | 5 июня 1999     | Албания   | 2:1  | -              | Отборочные матчи ЧЕ-2000 |
| 6  | 2 февраля 2000  | Дания     | 4:2  | -              | Товарищеский матч        |
| 7  | 4 февраля 2000  | Швеция    | 1:1  | -              | Товарищеский матч        |
| 8  | 23 февраля 2000 | Турция    | 2:0  | -              | Товарищеский матч        |
| 9  | 29 марта 2000   | Швейцария | 2:2  | -              | Товарищеский матч        |
| 10 | 27 мая 2000     | Словакия  | 2:0  | -              | Товарищеский матч        |
| 11 | 3 июня 2000     | Италия    | 1:0  | -              | Товарищеский матч        |
| 12 | 13 июня 2000    | Испания   | 1:0  | -              | Групповой этап ЧЕ-2000   |
| 13 | 18 июня 2000    | Югославия | 0:1  | -              | Групповой этап ЧЕ-2000   |
| 14 | 21 июня 2000    | Словения  | 0:0  | -              | Групповой этап ЧЕ-2000   |
| 15 | 16 августа 2000 | Финляндия | 1:3  | -              | Товарищеский матч        |